# Meldonium

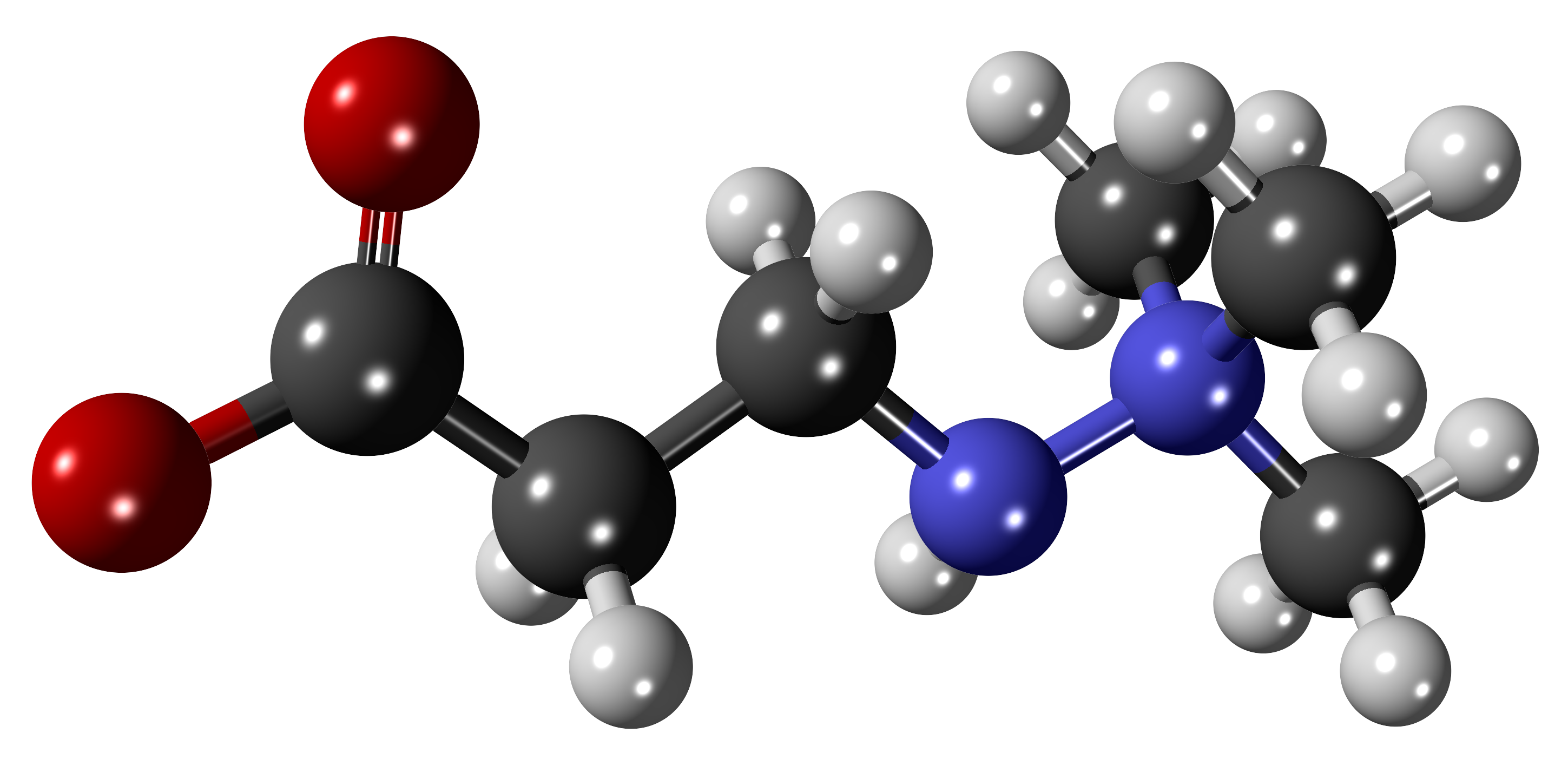
Molecula Meldonium

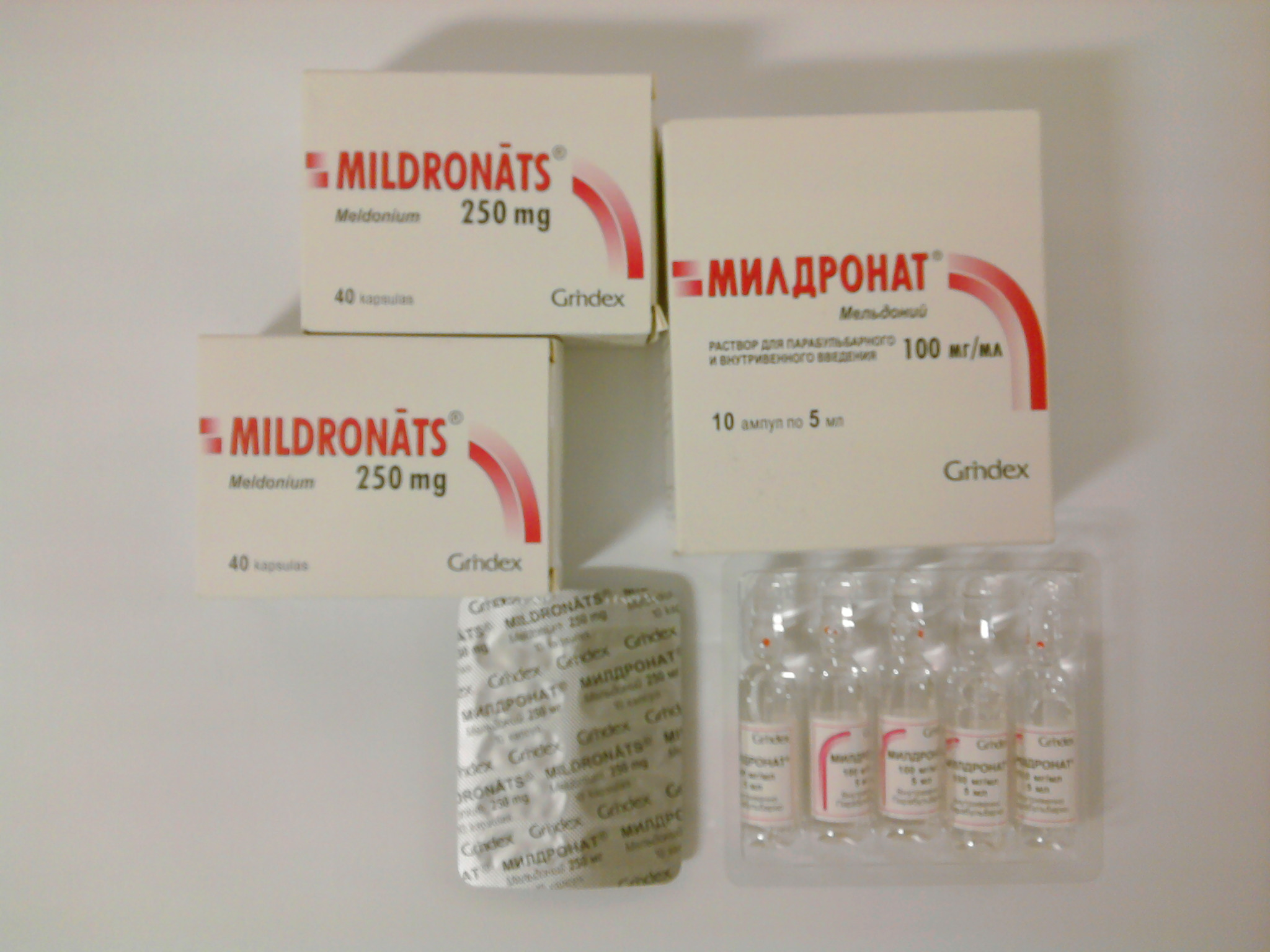
Medicamentul Mildronāts

Meldonium (cunoscut și sub numele Mildronate, THP, MET-88, Mildronāts sau Quaterine) este un medicament indicat în cardiopatia ischemică, o boală caracterizată de îngustarea arterelor coronare; se utilizează pentru menținerea unui flux sanguin sănătos și facilitează circulația. Dezvoltat în 1975, este fabricat și comercializat de societatea letonă Grindeks. Este aprobat doar în Țările baltice si în Rusia.

## Dopaj
În martie 2014, Agenția Anti-Doping a Statelor Unite ale Americii (USADA) a fost contactată de o sursă anonimă, care i-a dezvăluit faptul că un mare număr de sportivi din Europa de Est folosesc Meldonium ca să-și îmbunătățească performanțele atletice. În octombrie din același an, Agenția Mondială Antidoping (WADA) a adăugat Meldonium la lista substanțelor aflate sub supraveghere strictă. În februarie 2015, un studiu finanțat de Partnership for Clean Competition a detectat Meldonium în 2,2% din 8 320 probe de urină aleatorii prelevate în timpul controalelor antidoping, în principal în sporturile de rezistență. Un alt studiu, realizat din cadrul Jocurilor Europene de la Baku, a găsit Meldonium în 66 din 762 de probe de urină, reprezentând 15 din 21 de sporturi; doar 23 din 662 de sportivi controlați declaraseră substanța. În octombrie din același an, Meldonium s-a adăugat la lista substanțelor interzise de WADA, cu aplicare la 1 ianuarie 2016.
Interzicerea a fost urmată de peste 170 de cazuri de dopaj, inclusiv jucătoarea de tenis Maria Șarapova, gimnastul Nikolai Kuksenkov, înotătoarea Iulia Efimova, și patinatoarea artistică Ekaterina Bobrova. Printre ei se aflau și unii sportivi români: atleții Mirela Lavric, Mihai Donisan, și Claudia Ștef, biatlonista Eva Tofalvi și întreg lotul de kaiac-canoe a României.
Totuși, decizia WADA a fost criticată, fiindcă mecanismul de acțiune al Meldonium-ului, și ulterior efectele acestuia asupra performanța atletică, sunt foarte puțin cunoscute. Anumiți medici consideră că acesta nu are decât o utilitate redusă, atât pentru bolnavi, cât și pentru sportivi. În plus, viteza de excreție a substanței este și ea necunoscută, societatea Grindeks menționând că urme de substanță pot rămâne în organism timp de mai multe luni. Totuși, WADA a stabilit în aprilie 2016 o toleranță de 1 μg pentru sportivi controlați pozitiv.